# Paul Gerber
Carl Ludwig Paul Gerber (* 1 de gener de 1854 a Berlín, † 13 d'agost de 1909 a Friburg de Brisgòvia) fou un físic alemany. Se'l coneix sobretot pel seu treball polèmic sobre la velocitat de la gravetat i la precessió del periheli de Mercuri (1898).

## Vida
Gerber va estudiar des de 1872 fins a 1875 a Berlín. En 1877 es va convertir en professor del Realgymnasium de Stargard, a Pomerània.

## Gravitació

### Concepte bàsic
Sobre la base de les lleis electrodinàmiques de Wilhelm Eduard Weber, Carl Friedrich Gauß, i Bernhard Riemann, molts científics van tractar de combinar la gravitació amb una velocitat de propagació finita i van tractar d'obtenir el valor correcte per al desplaçament del periheli de l'òrbita de Mercuri. El 1890 Maurice Lévy va reeixir a fer-ho mitjançant la combinació de les lleis de Weber i Riemann, de manera que la velocitat de la gravetat és igual a la velocitat de la llum en la seva teoria.No obstant això, ateses les lleis bàsiques de Weber i d'altres eren incorrectes (per exemple, la llei de Weber va ser reemplaçada per les equacions de Maxwell), aquestes hipòtesis van ser rebutjades.
Una variació d'aquestes teories reemplaçades (tot i que no es basava directament en la teoria de Weber) era la de Gerber, que va desenvolupar en 1898 i 1902.Suposant que el potencial gravitatori viatja a una velocitat finita, va arribar a la següent expressió per al potencial que depèn de la velocitat:
{\displaystyle V={\frac {\mu }{r\left(1-{\frac {1}{c}}{\frac {dr}{dt}}\right)^{2}}}}
Amb l'ajuda del teorema binomial fins a la segona potència, es desprèn:
{\displaystyle V={\frac {\mu }{r}}\left[1+{\frac {2}{c}}{\frac {dr}{dt}}+{\frac {3}{c^{2}}}\left({\frac {dr}{dt}}\right)^{2}\right]}
Segons Gerber, la relació de la velocitat de la gravetat (c) i el desplaçament del periheli (Ψ) és:
{\displaystyle c^{2}={\frac {6\pi \mu }{a(1-\epsilon ^{2})\Psi }}}
on
{\displaystyle \mu ={\frac {4\pi ^{2}a^{3}}{\tau ^{2}}}}, ε = Excentricitat, a = Semieix major, τ = Període orbital.
Així, Gerber va poder calcular una velocitat de la gravetat d'uns 305 000 km/s, lleugerament més que la velocitat de la llum.

### Controvèrsia
La fórmula de Gerber dona lloc al canvi del periheli
{\displaystyle \Psi =24\pi ^{3}{\frac {a^{2}}{\tau ^{2}c^{2}(1-\epsilon ^{2})}}}
El 1916, Einstein i el crític de la relativitat Ernst Gehrcke van fer notar,que aquesta fórmula és matemàticament idèntica a la fórmula d'Albert Einstein per a la relativitat general (publicata el 1915).
{\displaystyle \epsilon =24\pi ^{3}{\frac {a^{2}}{T^{2}c^{2}(1-e^{2})}}}, on e = Excentricitat, a = Semieix major, T = Període orbital.
Així Gehrcke va iniciar una reimpressió de l'article de Gerber de 1902 als Annalen der Physik ek 1917, on va qüestionar la prioritat d'Einstein i va intentar demostrar un possible plagi per part d'aquell.No obstant això, segons Albrecht Fölsing, Klaus Hentschel i Roseveare,aquestes reclamacions foren rebutjades, perquè tan bon punt es van reimprimir l'article de Gerber, científics com ara Hugo von Seeliger,i Max von Lauevan publicar articles en els quals es deia que l'enfocament de Gerber era incompatible amb els fenòmens físics, i la seva fórmula no és una conseqüència de les seves anteriors suposicions. I Einstein el 1920 va escriure:
| « | El Sr. Gehrcke vol fer-vos creure que el desplaçament del periheli de Mercuri es pot explicar sense la teoria de la relativitat. Per tant, hi ha dues possibilitats. O inventeu masses interplanetàries especials. […] o bé us referiu a una obra de Gerber, que ja va donar la fórmula correcta per al desplaçament del periheli abans de mi. Els experts no només estan d'acord que la derivació de Gerber no és correcta, sinó que la fórmula no es pot obtenir en absolut com a conseqüència de les hipòtesis proposades per Gerber. El treball del Sr. Gerber és, doncs, completament inútil, un intent teòric infructuós i irreparable. Jo sostinc que la teoria de la relativitat general ha proporcionat la primera explicació real del desplaçament del periheli de Mercuri. Originalment, no vaig esmentar l'obra de Gerber perquè no la coneixia quan estava escrivint la meva tesi sobre el desplaçament del periheli de Mercuri; tanmateix, encara que n'hagués estat conscient, no hauria tingut cap motiu per esmentar-la. | » |

En el passat recent, Roseveare va argumentar que la derivació de Gerber no està clara, però, va afirmar haver trobat el camí pel qual Gerber possiblement va trobar el seu resultat(tot i que la derivació de Roseveare també va ser criticada)Més important encara, Roseveare va demostrar que la teoria de Gerber entra en conflicte amb l'experiència: el valor de la desviació de la llum en el camp gravitacional del Sol és massa alt en la teoria de Gerber, i si es considera la massa relativista, també la predicció de Gerber per a l'avanç del periheli està malament.